# Róbert Pillár
Róbert Pillár (sinh 27 tháng 5 năm 1991) là một hậu vệ bóng đá Slovakia hiện tại thi đấu cho Mezőkövesdi SE. Anh cũng từng là thành viên của Đội tuyển bóng đá U-21 quốc gia Slovakia.

## Sự nghiệp câu lạc bộ
Pillár sinh ra ở Bardejov. Róbert trải qua thời kì trẻ phát triển ở câu lạc bộ quê nhà Partizán Bardejov. Năm 2010, Pillár chuyển đến FK Senica. Anh ra mắt ở trận đầu tiên của mùa giải 2009–10, trước MFK Petržalka và là cầu thủ thường xuyên ở vị trí phòng ngự.

## Thống kê câu lạc bộ
| Câu lạc bộ          | Mùa giải | Giải vô địch | Giải vô địch | Cúp     | Cúp       | Châu Âu | Châu Âu   | Tổng    | Tổng      |
| Câu lạc bộ          | Mùa giải | Số trận      | Bàn thắng    | Số trận | Bàn thắng | Số trận | Bàn thắng | Số trận | Bàn thắng |
| ------------------- | -------- | ------------ | ------------ | ------- | --------- | ------- | --------- | ------- | --------- |
| Senica              |          |              |              |         |           |         |           |         |           |
| 2009–10             | 1        | 1            | 0            | 0       | –         | –       | 1         | 1       |           |
| 2010–11             | 31       | 4            | 0            | 0       | –         | –       | 31        | 4       |           |
| 2011–12             | 13       | 0            | 0            | 0       | 1         | 0       | 14        | 0       |           |
| 2012–13             | 3        | 1            | 0            | 0       | –         | –       | 3         | 1       |           |
| 2014–15             | 32       | 8            | 7            | 0       | –         | –       | 39        | 8       |           |
| 2015–16             | 28       | 2            | 3            | 0       | –         | –       | 31        | 2       |           |
| 2016–17             | 31       | 2            | 1            | 0       | –         | –       | 32        | 2       |           |
| Tổng                | 139      | 18           | 11           | 0       | 1         | 0       | 151       | 18      |           |
| Hradec Králové      |          |              |              |         |           |         |           |         |           |
| 2013–14             | 8        | 1            | 1            | 0       | –         | –       | 9         | 1       |           |
| Tổng                | 8        | 1            | 1            | 0       | –         | –       | 9         | 1       |           |
| Nitra               |          |              |              |         |           |         |           |         |           |
| 2013–14             | 9        | 3            | 0            | 0       | –         | –       | 9         | 3       |           |
| Tổng                | 9        | 3            | 0            | 0       | 0         | 0       | 9         | 3       |           |
| Mezőkövesd          |          |              |              |         |           |         |           |         |           |
| 2017–18             | 8        | 1            | 0            | 0       | –         | –       | 8         | 1       |           |
| Tổng                | 8        | 1            | 0            | 0       | 0         | 0       | 8         | 1       |           |
| Tổng cộng sự nghiệp |          | 164          | 23           | 12      | 0         | 1       | 0         | 177     | 23        |

Cập nhật theo các trận đấu đã diễn ra tính đến ngày 9 tháng 12 năm 2017.